# Farula jewetti
Farula jewetti är en nattsländeart som beskrevs av Donald G. Denning 1958. Farula jewetti ingår i släktet Farula och familjen Uenoidae. Inga underarter finns listade i Catalogue of Life.